# غريغ بورتر
غريغ بورتر (بالإنجليزية: Greg Porter)‏ هو سياسي أمريكي، ولد في 14 مايو 1955 في إنديانابوليس في الولايات المتحدة. نشط حزبياً في الحزب الديمقراطي. وقد انتخب عضو مجلس نواب إنديانا.